# Pass (Fußballtaktik)
Unter einem Pass (von englisch pass = Durchgang, Übergang und französisch passer = überschreiten, Durchgang, Durchlass) versteht man im Fußball das Zuspiel des Balls (auch „Vorlage“ genannt) an einen Spieler der eigenen Mannschaft.
Pässe werden gespielt, um die ballführende Mannschaft dem Ziel des Spiels, ein Tor zu erzielen, näher zu bringen. Die Absicht kann zum Beispiel sein, in eine günstige Torschuss-Position zu kommen, dem gegnerischen Tor näher zu kommen („Raumgewinn“), mit der eigenen Mannschaft im Ballbesitz zu bleiben („Ballsicherung“), Zweikämpfe mit gegnerischen Spielern zu vermeiden (Pass als Alternative zum Dribbling), den Gegner müde zu spielen usw.
In einer abweichenden Bedeutung (und in Kurzform) wird als ‚Pass‘ auch der Spielerpass bezeichnet.

## Grundlegendes zum Passspiel
Das Passspiel ist ein wesentliches Element der Taktik im Fußballspiel. „Vom rechtzeitigen [Timing], genauen [Präzision] und richtig temperierten [scharf/dezent] Zuspiel hängt der Erfolg einer Fußballmannschaft ganz entscheidend ab. Mit der Vielfalt von Möglichkeiten [flach/hoch, scharf/weich, mit/ohne Effet, überraschend/ansignalisiert] kann der […] versierte Spieler nahezu jede Spielsituation lösen.“

### Erfolgskriterien für das Passspiel
Zu einem erfolgreichen Passspiel gehören u. a.:
- Zeitpunkt, Richtung und Art des Zuspiels bestimmt der anzuspielende Mitspieler – nicht der Mann am Ball („Spiel ohne Ball“; „Der Laufweg bestimmt den Pass“[3])
- Pässe abwechslungsreich spielen: Steil/quer, flach/hoch, nach vorne/hinten, …
- Passen immer wenn möglich, Dribbling nur wenn nötig
- Abspiel und Ballannahme möglichst im Lauf, das heißt Abspiel vor, nicht auf den Spieler
- Zuspiel möglichst auf das Schussbein des Mitspielers

Als statistische Kennzahl für die Spielstärke von Spielern oder Mannschaften wurde im Jahr 2016 das Packing vorgestellt, eine Methode, mit der im Wesentlichen die Effektivität von Pässen gemessen wird.

### Timing beim Passspiel

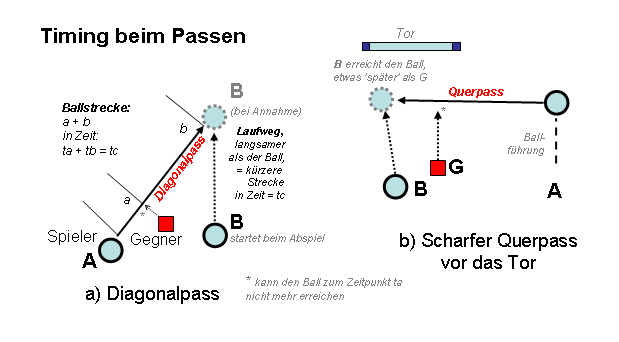
Das Timing, beim Passspiel besonders wichtig

Für das Passspiel ist neben der Passgenauigkeit das Timing von höchster Bedeutung. Besonders der Passgeber muss dazu mehrere Faktoren berücksichtigen: Aus seiner und der aktuellen Position des Anzuspielenden und etwaiger Gegenspieler sowie deren potenziellem Laufweg muss er den richtigen Abspielzeitpunkt und -winkel (inkl. evtl. Kurveneffekt) wählen und den Ball mit der geeigneten Schusstechnik und -stärke (bestimmt die Ballgeschwindigkeit) so spielen, dass dieser den eigenen Mitspieler zum richtigen Zeitpunkt erreicht (bzw. umgekehrt). Weitere Faktoren sind z. B. die Bodenbeschaffenheit (Nässe, Ebenheit und Tiefe, Rasenhöhe, …), die Windverhältnisse, die Schnelligkeit der beteiligten Spieler und Gegner, etwaige Abseitspositionen etc. Erfahrene Spieler beherrschen dies intuitiv und erkennen sich ergebende Passmöglichkeiten frühzeitig.
Beispiele, siehe Grafik:

Pass (gelb), zwei Spieler (Blau, Rot) kämpfen um den Ball.

- Bei einem Diagonalpass wird der Passgeber meist von einem Gegenspieler angegriffen, der auch versucht, das Abspiel zu verhindern. Den – ggf. nach Finte, evtl. mit Rechtsdrall (durch Schuss mit rechtem Außenspann oder linkem Innenspann) – abgespielten Ball kann der Abwehrspieler nicht mehr erreichen, zeitlich etwas später aber der Mitspieler.
- Ein Stürmer nutzt die 'Schrecksekunde' seines Verteidigers, um in Richtung Tor zu stürmen. Sein kleiner Vorsprung genügt seinem Mitspieler, einen scharfen Querpass zu spielen, den der Verteidiger nicht mehr erreicht, kurze Zeit später aber der Stürmer.
- Hundekurve. Ein Ball (in der Grafik gelb) wird in den Strafraum gespielt. Zwei Spieler, gleich schnell, aber schneller als der Ball, versuchen, ihn abzufangen. Während Rot seinen Lauf auf den Ball ausrichtet, schätzt Blau den Weg des Balls ab. Blau ist wegen der kürzeren Strecke nicht nur schneller, sondern befindet sich gegenüber Rot in einer besseren Schussposition. Der Ball läuft auf Blau zu und von Rot weg.

### Schusstechniken für das Passspiel
Im Fußball gibt es für das Passspiel im Wesentlichen die folgenden Schuss-Varianten:
- Innenseitstoß: Der Innenseitstoß wird mit der breiten Innenseite des Fußes gespielt. Dieser Stoß wird für das Passspiel am häufigsten angewendet. Er ist nicht besonders hart aber über kurze und mittlere Distanzen sehr präzise.
- Außenseitstoß: Beim Außenseitstoß wird der Ball mit der breiten Außenseite des Fußes gespielt. Da er wenig Vorbereitung braucht, kann er schnell und überraschend eingesetzt werden. Dieser Stoß eignet sich für kurze Distanzen.
- Innenspannstoß: Beim Innenspannstoß wird der Ball mit dem Innenspann gespielt. Dieser Stoß ist ideal für die präzise Überbrückung weiter Entfernungen.
- Außenspannstoß: Beim Außenspannstoß wird der Ball mit dem Außenspann gespielt. Diese Form erfordert überdurchschnittliche technische Fähigkeiten, um den Ball präzise über eine weite Distanz zum Mitspieler abspielen zu können. Meist erhält der Ball dabei eine als Kurve nach außen verlaufende Flugbahn und einen Effet.
- Hackenstoß: Der Ball wird mit der Hacke gespielt und vor allem für überraschende Kurzpässe in den Rücken der aktuellen Spielrichtung verwendet.
- Vollspannstoß: Der Vollspannstoß wird mit dem Fußspann gespielt und vor allem für harte Schüsse, selten für genaue Pässe verwendet.
- Bei der „Picke“ (auch „Spitze“ oder Spitz’ genannt) handelt sich um eine unkonventionelle Schusstechnik mit der Spitze des Fußes, die von versierten Sportlern meist nur in Sondersituationen (z. B. wenn es nicht anders geht) angewendet wird. Wenn diese Schusstechnik nicht beherrscht wird, kann der Ball unkontrolliert abspringen, beschleunigen oder eine falsche Richtung erhalten.

Der Kopfstoß (Kopfball) ist kein Passspiel im engeren Sinne, aber eine im Fußball erlaubte Möglichkeit, den Ball mit dem Kopf zu einem Mitspieler weiterzuleiten oder für einen Torabschluss zu nutzen.

## Varianten von Pässen
Die allgemeine Form des Zuspiels, ohne besondere Technik oder Situationen, wird in der Regel einfach nur „Pass“ genannt; der Ausdruck „einfacher Pass“ wird selten benutzt.
Spezielle Bezeichnungen für Passvarianten leiten sich aus Kriterien/Sachverhalten ab, die hauptsächlich die Situation und die Ausführung des Passes betreffen. Deshalb sind die nachfolgend beschriebenen Passbezeichnungen nicht disjunkt bzw. nicht als Alternativen zu verstehen, sondern lediglich Typisierungen. So kann z. B. ein Pass gleichzeitig ein Diagonalpass und ein Langpass sein, Doppelpässe werden häufig als direkter Pass und Kurzpass gespielt.
Art der Weiterleitung:
- Direkter Pass: Der Ball wird ohne Verzögerung, also mit nur einer Ballberührung, zu einem Mitspieler weitergespielt. Umgangssprachlich wird direktes Passspiel als „one-touch“ bezeichnet.
- Indirekter Pass: Dieser Begriff bedeutet das Gegenteil von „direkter Pass“: Dabei stoppt der Spieler den Ball vor dem Weiter-Passen zum nächsten Spieler. Der Begriff wird selten benutzt.

Mit dem Pass überwundene Distanz:
- Kurzpass: Der Ball wird zu einem der am nächsten positionierten Mitspieler gespielt. Häufig werden Kurzpässe schnell und mehrfach hintereinander und auf engem Raum gespielt (Kurzpasskombination oder auch Doppelpass).
- Langpass: Ein Langpass ist die Ballabgabe über eine längere Distanz, z. B. über mehr als 20 Meter. Das ist z. B. oft beim Steilpass oder auch bei  Flanken der Fall.

Richtung des Abspiels:
- Pass in die Spitze: Der Ball wird möglichst gerade nach vorne gespielt. Sofern durch das auch Steilpass genannte Abspiel mehrere Gegenspieler vor ihrem Tor überwunden werden und der den Ball annehmende Mitspieler dadurch zu einer guten Torchance kommt, spricht man auch von einem „tödlichen Pass“. In Fußball-Sportreportagen wird dies häufig auch „Zuspiel in die 'Schnittstelle'“ (durch eine Lücke der gegnerischen Verteidigungslinie) genannt.
- Querpass: Beim Querpass wird der Ball in die Breite des Spielfelds (parallel zur Grundlinie) gespielt; Gegensatz zu Steilpass (Spiel in die „Tiefe“).
- Diagonalpass: Der Ball wird schräg nach vorne oder hinten gespielt. Damit kann das Spiel auf die andere Seite verlagert werden – wo der Gegner seinen Angriff oft erst wieder auf den Angriff ausrichten muss.
- Ein Rückpass ist das Zurückspielen des Balls nach hinten, zum eigenen Torwart oder auch zu einem eigenen Abwehrspieler. Damit wird für die eigene Mannschaft der Ballbesitz gesichert.

Höhe des Zuspiels:
- Flachpass: Der Ball wird flach gespielt, so dass er direkt über die Spielfläche rollt oder knapp darüber fliegt. Solche Pässe sind leichter zu kontrollieren; direkte oder Kurzpässe sind meist Flachpässe.
- Mit hohen Pässen (Flugbällen) wird der Mitspieler über eine höhere Flugbahn des Balls angespielt, z. B.  bei Flanken.

Ende des Passwegs:
- Steilpass: Der Steilpass, auch Steilvorlage genannt, ist ein Pass in den freien Raum. Er ist (im Fußball) ein Zuspiel in den antizipierten Laufweg eines eigenen Spielers, häufig um gegnerische Spieler oder die ganze Abwehr zu überlaufen. Er erfordert bei der Ballannahme häufig höchstes Lauftempo. Sind der Zeitpunkt des Abspiels und das Starten des angespielten Spielers nicht exakt aufeinander abgestimmt, kommt es oft zu einer Abseitsstellung oder dem Nichterreichen des gespielten Balls (Fehlpass).
- Pass in den Fuß (als Begriff selten benutzt): Mit dem Pass wird der Mitspieler direkt und meist stehend angespielt.
- Pass in den Rücken: Ein Zuspiel, das nicht exakt in den Laufweg des eigenen Spielers gespielt wird, sondern hinter diesem ankommt. Ist meist ein Fehlpass.

Spezielle Ausführungstechnik:

Normaler Doppelpass und 'Wandspiel'

- Doppelpass: Ein Doppelpass ist eine besonders im Fußball angewendete Spielweise, bei der zwei Mitspieler sich mehrfach den Ball zuspielen. Sie kann angewendet werden, um einen gegnerischen Spieler effektiv und schnell zu umgehen. Dabei spielt der ballführende Spieler A einen Mitspieler B an und läuft sofort in eine Position weiter, in der ihm der Ball direkt wieder zugespielt werden kann. Oft wendet sich der Abwehrspieler nach dem ersten Pass dem neuen Ballbesitzer B zu, wodurch A es leichter hat, sich freizulaufen; der Pass zurück zu A überrascht ihn. Der Doppelpass führt damit kurzzeitig zu einer Spieler-Überzahl (3 oder mehr Ballstationen über nur 2 Spieler) und wird häufig zum schnellen Aufbau eines Konters angewendet. Gutes Timing beim Abspiel und präzises Anspielen des Mitspielers sind Voraussetzung für erfolgreiche Doppelpässe.
- Eine Variante des Doppelpasses ist das „Wandspiel“, das meist vor der gegnerischen Abwehrreihe angewendet wird: Während beim normalen Doppelpass der Ball von Spieler A zum seitlich positionierten Spieler B und danach wieder in den Lauf von Spieler A gespielt wird, spielt beim Wandspiel der Spieler A den Ball in die Spitze; sein dort positionierter Mitspieler B spielt diesen (nachdem er ggf. „dem Ball entgegengeht“ und sich dadurch von einem hinter ihm stehenden Verteidiger löst) zum sich seitlich absetzenden Spieler A zurück, der dadurch den ihn angreifenden Abwehrspieler umgeht.
- Eckstoß (meist Eckball genannt): Diese für den Gegner gefährliche Passvariante wird meist als Flanke vor das gegnerische Tor gespielt. Doch stellen auch Kurzpässe oder Doppelpässe  taktische Varianten dar.
- Pässe können auch danach klassifiziert werden, ob beim Abspiel zu einem Mitspieler der Ball „im Spiel“ (bei normalem Spielverlauf) oder nicht „im Spiel“ war – (z. B. bei Abstoß, Abschlag, Freistoß (direkt oder indirekt) oder Eckstoß etc.).

## Sonstige Pass-Begriffe
Neben den klassischen Pass-Begriffen (siehe oben) sind in erweitertem Sinn alle Varianten von „Zuspiel“ des Balles ein Pass. Dazu gehören zum Beispiel Schüsse wie der Anstoß, der Abstoß und der Abschlag, Eckstöße und Freistöße. Auch nicht mit dem Fuß ausgeführte Einwürfe und Kopfbälle sind „Zuspiel“ und somit Pässe.
Keine Pässe (weil kein Zuspiel vorliegt) sind zum Beispiel Strafstoß, direkter Torschuss oder bewusstes Spiel ins „Seitenaus“ oder „Toraus“.
Passkombination:

… oder auch kurz „Kombination“ bezeichnet ein mehrfach wiederholtes Passspiel, bei dem die Gegenspieler keine Ballkontrolle bekommen. Siehe auch Tiki-Taka, das von spanischen Mannschaften erfolgreich praktizierte, offensive Kurzpassspiel.
Traumpass:

Ein mit höchster Präzision und bestmöglichem Timing gespielter Pass, häufig durch die gegnerische Abwehrreihe.
"tödlicher" Pass:
Ähnlich dem Traumpass. Ein Steilpass, möglichst im letzten Moment gespielt, bevor sich der Passnehmer im Abseits befindet. Somit befinden sich zwischen diesem Spieler und dem Torwart keine Gegenspieler mehr. Dadurch erhöhte Erfolgschance bei Torschüssen. Das Zuspiel ist somit gefährlich (tödlich).
Fehlpass:

Bei einem Fehlpass misslingt das Anspiel. Der Ball ist für den Mitspieler nicht erreichbar, geht z. B. ins Aus oder führt für die gegnerische Mannschaft zum Ballbesitz.
Letzter Pass:

Nicht erfolgreich abgeschlossene Spielzüge werden häufig mit „der ‚letzte Pass‘ kam nicht an“ oder ähnlich kommentiert. Bedeutung: Er wurde nicht gespielt oder war ein Fehlpass.
No-Look-Pass:

Pässe, bei denen sich der angespielte Mitspieler nicht im Sichtfeld des Passgebers befindet, bezeichnet man im Neudeutschen als No-Look-Pässe.
Bandenspiel:

Im Hallenfußball kann der ballführende Spieler sich den Ball selbst zupassen, indem er die Seiten- oder die Kopfbande in einem geeigneten Winkel anspielt und der Ball dadurch in seinen eigenen Laufweg springt, in der Regel unter Umgehung eines gegnerischen Spielers.
Stanglpass:

In Österreich werden flache Querpässe in der Offensive nicht als Flanken, sondern als Stanglpässe bezeichnet.
Schalker Kreisel

In den 1920er Jahren vom FC Schalke 04 praktiziertes Kurzpassspiel.

## Beschränkende Regeln
Die Fußballregeln beschreiben Situationen, in denen das Zuspiel Beschränkungen unterworfen ist:
- Abseitsregel: Steht ein angespielter Mitspieler im Abseits, so erhält die gegnerische Mannschaft einen indirekten Freistoß zugesprochen.
- Rückpass zum Torwart: Bei „kontrolliertem“ Rückpass mit dem Fuß zum Torwart darf dieser den Ball nicht mit den Händen aufnehmen, andernfalls wird der gegnerischen Mannschaft ein indirekter Freistoß zugesprochen. Das Zurückspielen mit dem Kopf oder der Brust ist dagegen erlaubt. Details siehe Rückpassregel.
- Früher durfte nach Abstoß der Ball erst außerhalb des 16-Meter-Raums angenommen werden. Seit der Saison 2019/20 gilt eine neue Abstoßregel, die es Mannschaften nun erlaubt, einen Abstoß auch innerhalb des Strafraums anzunehmen. Zugleich darf die gegnerische Mannschaft diesen erst mit dem Pass des Torhüters betreten.

## Statistisches zum Passspiel
Eine Analyse eines Sportwissenschaftlers ergab, dass 50 % aller Tore im Fußball nach einem Passspiel (Vorlage) zu einem in der Nähe des gegnerischen Tores postierten Mitspielers erzielt werden (30 % aus Standardsituationen und 20 % nach Flanken).